# Basilika Unserer Lieben Frau von Itatí

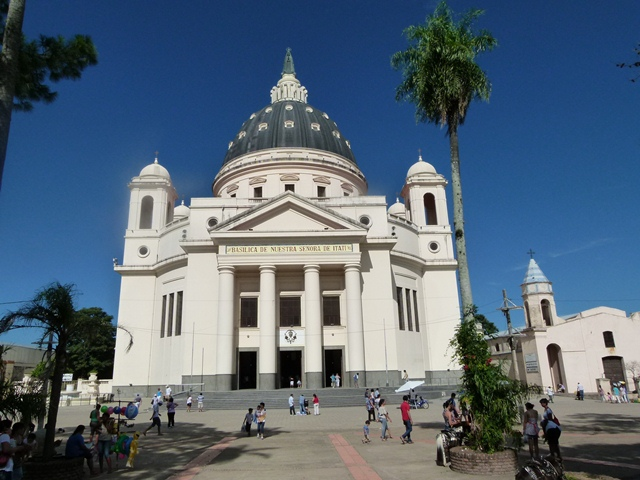
Basilika Unserer Lieben Frau von Itatí

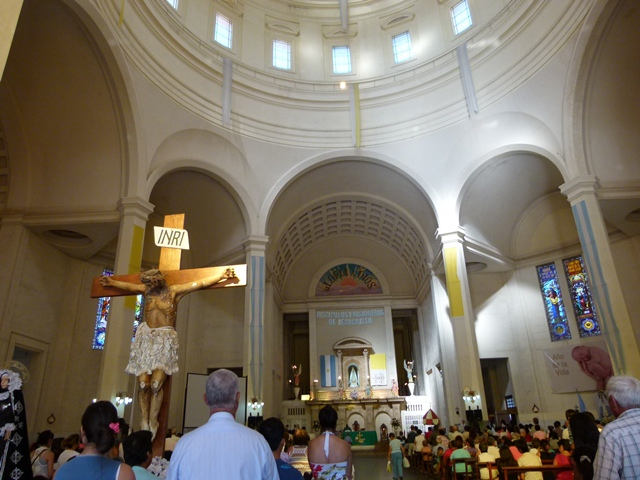
Innenraum

Das Basilika Unserer Lieben Frau von Itatí (spanisch Basílica de Nuestra Señora de Itatí) ist eine römisch-katholische Kirche in Itatí  am Río Paraná in der argentinischen Provinz und dem Erzbistum Corrientes. Die neobarocke Wallfahrtskirche mit dem Rang einer Basilica minor  wurde in den 1950er Jahren gebaut.

## Geschichte
Der Franziskaner Luis de Bolaños gründete die Reduktion Pura y Limpia Concepción de Nuestra Señora de Itatí am 7. Dezember 1615. Aus diesem Jahr ist die Marienstatue belegt, die als wundertätig verehrt wird. Historiker glauben, dass das Bild Unserer Lieben Frau von Itatí aus der Reduktion von Ciudad Real aus der heutigen paraguayischen Provinz Guayrá dorthin kam, es wurde seitdem in neun Heiligtümern aufbewahrt. So Anfang des 20. Jahrhunderts in einer Kapelle, die heute als Sakralmuseum neben der Kirche genutzt wird. Als neuntes Heiligtum wurde 1938 mit dem Bau der heutigen Kirche am Hauptplatz von Itatí begonnen. Ursprüngliche Pläne stammen vom Salesianer Ernesto Vespignani. Der Bau basiert auf einem Plan von 1937, der dem Architekten Felipe Bergamini zugeschrieben wird, mit der Bauleitung von Pedro Azzano. Sie wurde bis 1950 so weit fertiggestellt, dass die Marienstatue am 16. Juli 1950, dem 50. Jahrestag der Krönung der Jungfrau Maria durch Papst Leo XIII., in die neue Kirche überführt werden konnte. Die Kirchweihe erfolgte am 8. September 1979 durch den Apostolischen Nuntius, Kardinal Pio Laghi. 1988 wurde die Kirche zur nationalen historischen Stätte erklärt. 1980 erhob Papst Johannes Paul II. die Kirche in den Rang einer Basilica minor.

## Architektur
Die Kirche hat in der Region eine herausragende Größe. Die Fassade besitzt einen klassizistischen Portikus, der auf vier Säulen einen dreieckigen Giebel trägt. Sie ist 80 Meter lang und 73 Meter breit und bietet Platz für 9000 Gläubige. Ihre Zentralkuppel auf einem durchfensterten Tambour hat einen Durchmesser von 28 Metern, sie wird von einer 7,5 Meter hohen, kupfernen Marienstatue gekrönt, womit sie mit einer Gesamthöhe von 83 Metern die höchste in Südamerika ist. Vier niedrige Glockentürme rahmen die Kuppel seitlich ein.

## Ausstattung
Der Innenraum ist mit großen Säulen, Wandmalereien, Flachreliefs und großen Fenstern geschmückt, durch die ein mildes Licht einfällt, das dem Kirchenraum eine heitere Atmosphäre verleiht.
Hinter dem Hauptaltar befindet sich das Camarín der Jungfrau Maria, eine Kapelle für die stille Anbetung. Auf der Rückseite der Kapelle befindet sich ein wunderschönes Wandgemälde, das Eingeborene mit einheimischen Musikinstrumenten zeigt, die die Jungfrau am Ufer des Paranás verehren. Die Statue der Muttergottes von Itatí befindet sich in einer drehbaren Vitrine, die während der Messe dem Hauptaltar zugewandt ist. Zur stillen Anbetung dreht sich die Jungfrau, bis sie mit dem Rücken zum Hauptaltar steht und dem Camarín zugewandt ist.